# 281445 Scotthowe
281445 Scotthowe este un asteroid din centura principală de asteroizi.

## Descriere
281445 Scotthowe este un asteroid din centura principală de asteroizi. A fost descoperit pe 28 septembrie 2008 la Wrightwood de James Whitney Young. Asteroidul prezintă o orbită caracterizată de o semiaxă mare de 2,67 ua, o excentricitate de 0,05 și o înclinație de 5,2° în raport cu ecliptica.